# Dendrogaster punctata
Dendrogaster punctata är en kräftdjursart som beskrevs av Mark J. Grygier 1982. Dendrogaster punctata ingår i släktet Dendrogaster och familjen Dendrogastridae. Inga underarter finns listade i Catalogue of Life.